# Bleu de Brebis
De Bleu de Brebis is een Franse kaas afkomstig uit Auvergne.
Het is een blauwe kaas van schapenmelk gemaakt volgens het recept van de Bleu des Causses, na het stremmen, tijdens het snijden wordt de kaas geënt met de schimmel voor de blauwe aderen. De kaas rijpt 3-6 maanden in natuurlijke grotten.